# Schnecke (Musik)

Entstehungsphasen der Schnecke einer Matthias-Klotz-Geige

Die Schnecke (siehe Volute) bei Streichinstrumenten bildet den Abschluss des Instrumenten-Halses oberhalb des Wirbelkastens. 
Sie dient hauptsächlich der Verzierung und hat durch ihr geringes Gewicht nur wenig Einfluss auf die Klangfarbe des Instruments. Vielfach ist sie (vor allem bei Gamben) durch einen geschnitzten Menschen- oder Tierkopf (Löwe, Drache etc.) ersetzt. Die Exaktheit der Schnecke in Bezug auf die Achsensymmetrie zum Hals gibt oftmals schon Aufschluss über die Güte des Instruments. 
Bei älteren Instrumenten vor 1820 wurde, als der Hals aus spieltechnischen Gründen um eine modernere und etwa ein Zentimeter verlängerte Variante ausgetauscht wurde, die originale Schnecke wiederverwendet, um das Markenzeichen des originalen Geigenbauers zu erhalten.  

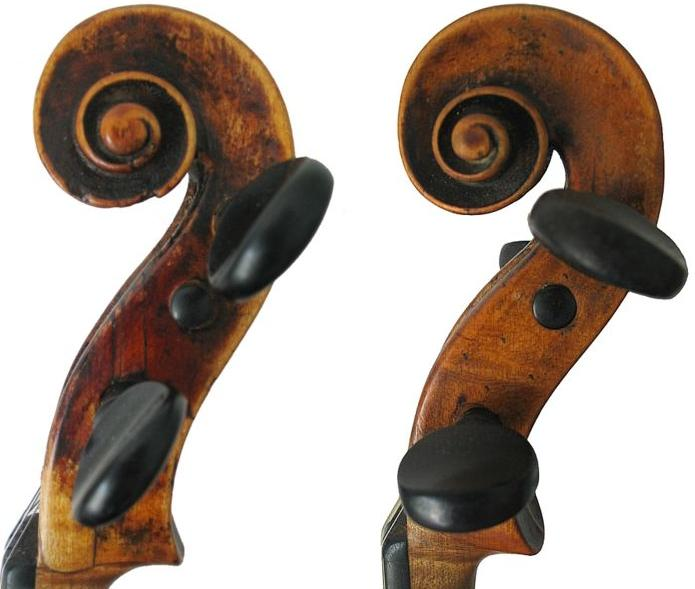
Schnecken, 18. Jahrhundert
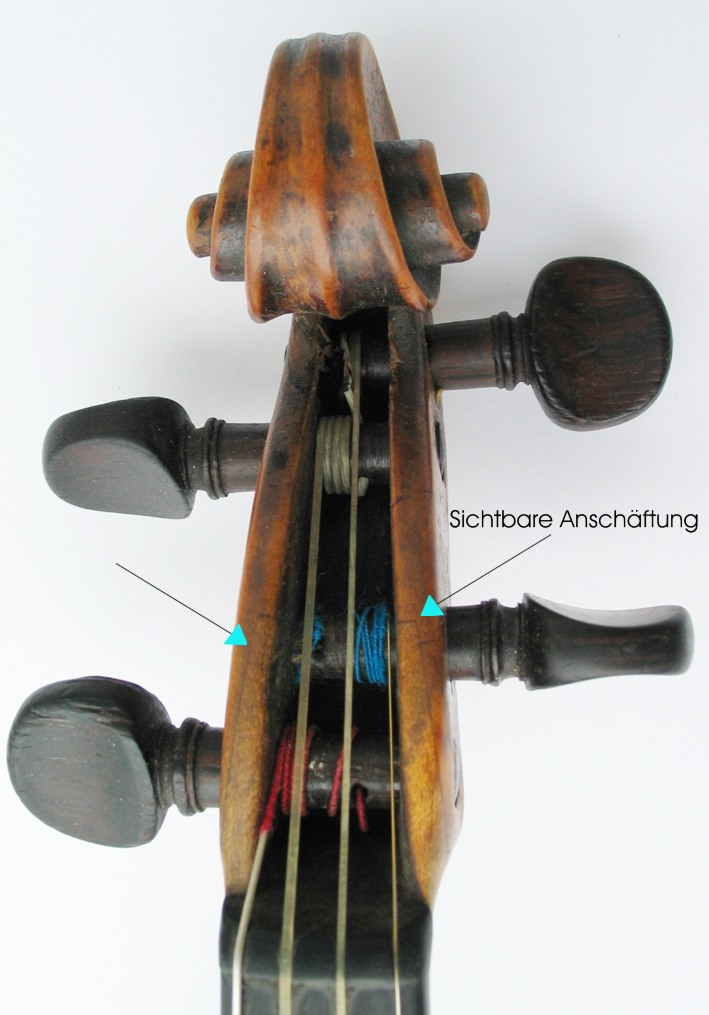
Sichtbare Anschäftung
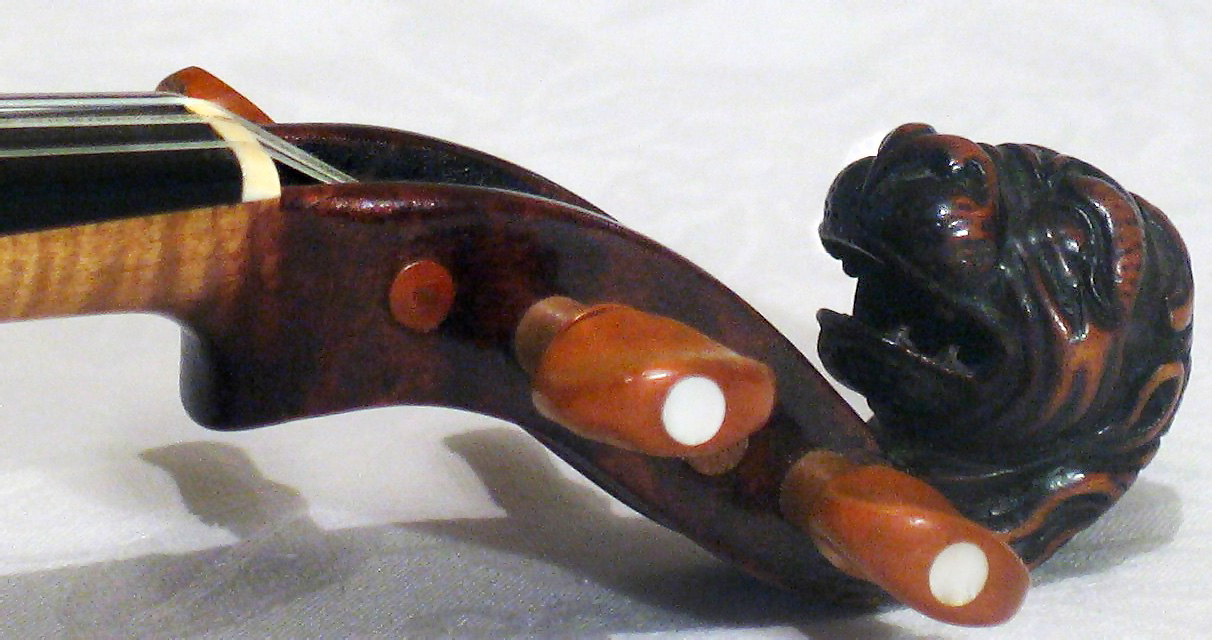
Stainer Löwenkopf